# Andro Dunos
Andro Dunos (アンドロデュノス?, Andoro Deyunosu) è uno sparatutto a scorrimento arcade sviluppato dalla Visco e, originariamente, pubblicato da SNK il 15 giugno 1992. È il primo titolo da questi creato per entrambe le piattaforme: Neo Geo MVS (arcade) e Neo Geo AES (casalinga), nonché la loro unica versione con licenza ufficiale per quest'ultima durante la sua permanenza sul commercio videoludico.
Avendo luogo in uno scenario futuristico di fantascienza, in cui una sconosciuta razza aliena, proveniente dallo spazio, ha costantemente aumentato le loro attività di invasione. I giocatori assumono il controllo di due velivoli spaziali, Yellow Cherry e Red Fox, in uno sforzo disperato, da parte dell'umanità, di rovesciare le forze extra-terrestri ostili.

## Modalità di gioco
Andro Dunos è un titolo sparatutto a scorrimento in cui vengono controllate delle imbarcazioni da combattimento spaziali: Neo Type Yellow Cherry (Giocatore 1) e Red Fox (Giocatore 2), che vengono inviate dal sistema di difesa della Terra attraverso otto palcoscenici in un ambiente futuristico fantascientifico, in cui una razza aliena non identificata, che ha costantemente aumentato le proprie attività di invasione contro l'umanità, deve essere eliminata per terminare una guerra di lunga durata come obiettivo principale.
Oltre alla modalità "Giocatore singolo", il gioco offre anche una modalità multigiocatore cooperativa (a due giocatori). Se è presente una scheda di memoria, i giocatori possono salvare i propri progressi e riprendere nell'ultima fase in cui è stato salvato il gioco.
Una caratteristica notevole del gioco è la possibilità di scegliere tra quattro diversi set di armi in qualsiasi momento, in un ordine lineare , premendo il pulsante B, e possono essere aumentati fino a più volte dal loro stato originale, mentre si carica l'arma attualmente selezionata con il pulsante A. Consente alle navi di scatenare un potente colpo contro i nemici. Tuttavia, questa strategia comporta una diminuzione del livello di potenza della nave, fino a uno, indebolendo di conseguenza l'attuale potenza di fuoco della nave. Se quest'ultima viene colpita dal fuoco nemico, verrà rigenerata ma al costo du una penalità: la riduzione della potenza di fuoco ad un determinato livello, prima di essere colpita.
Una volta perse tutte le vite, la partita termina, a meno che i giocatori non inseriscano più crediti nel cabinato per continuare a giocare, il che reimposta l'arma principale al secondo livello e le altre tre armi secondarie al primo.

## Accoglienza
| Testata                            | Versione | Giudizio |
| ---------------------------------- | -------- | -------- |
| GameRankings (media al 09-12-2019) | Neo Geo  | 60/100   |
| AllGame                            | Neo Geo  | 2/5      |
| GamePro                            | Neo Geo  | 16/20    |
| Electronic Gaming Monthly          | Neo Geo  | 24/40    |

In Giappone, la rivista Game Machine elencò Andro Dunos nel numero del  1º settembre 1992 come la dodicesima unità arcade di maggior successo del mese.
Il gioco ha ricevuto un'accoglienza contrastata da parte della critica, sin dalla sua prima pubblicazione su MVS e, successivamente, su AES. Furono elogiati la grafica colorata e dettagliata, il sound design, i controlli semplici e la possibilità di scegliere tra più armi. Il gameplay venne tuttavia definito irrilevante e non originale rispetto ad altri titoli dell'epoca.

## Sequel
Su concordato permesso di Visco, il 25 marzo 2022 esce il diretto seguito Andro Dunos II (アンドロデュノスII?, Andoro De~yunosu II), il quale è sviluppato dalla software house giapponese Picorinne Soft per tutte le piattaforme di settima generazione.